# Le Rêve de la femme du pêcheur
Le Rêve de la femme du pêcheur est le nom donné généralement à une estampe érotique sans titre de Hokusai, qui ouvrait le recueil Kinoe no Komatsu publié en 1814. Au Japon, elle est connue sous le nom de L’Ama et le Poulpe (蛸と海女, Tako to ama).

## Sujet
L'estampe représente une femme allongée, enlacée par les tentacules de deux pieuvres. La plus petite étreint l'un de ses seins et l'embrasse alors que la plus grande pratique un cunnilingus. Le paysage est fait de montagnes. Hokusai créa cette estampe lors de l'époque d'Edo (1600-1868), période pendant laquelle le shintoïsme faisait une résurgence qui a parfois été donnée comme explication à la dimension animiste de la scène. Le corps entièrement dévêtu du personnage féminin fait de cette gravure une exception parmi les shunga d'où le nu était généralement absent, la familiarité des Japonais avec la nudité la privant à leurs yeux de caractère érotique.

## Analyse
L'historienne de l'art Danielle Talerico (2001) montre que si les Occidentaux ont souvent interprété la fameuse gravure d'Hokusai comme un viol, les Japonais de l'époque d'Edo la considèrent plus volontiers comme un acte sexuel consenti illustrant la légende de Tamori, la pêcheuse d'ormeaux, où Tamori vole le diamant du roi des Mers. Ce dernier, aidé de sa troupe (dont des pieuvres) la poursuit. Dans le texte accompagnant la gravure, la plongeuse et les deux pieuvres éprouvent une jouissance mutuelle.

## Postérité
Le Rêve de la femme du pêcheur est un des exemples les plus connus de shunga (gravures érotiques) et a inspiré de nombreux artistes. C'est une des pièces fondatrices du style de hentai appelé shokushu (触手, lit. « tentacule »). Elle est notamment l’œuvre de référence que Patrick Grainville transpose en littérature dans son livre Le Baiser de la pieuvre (2010). L'Australien David Laity lui a rendu hommage avec une toile du même nom et Masami Teraoka remet l'image au goût du jour en 2001 avec son ouvrage Sarah and Octopus/Seventh Heaven, qui fait partie de la collection Waves and Plagues.